# 중세 후기의 위기

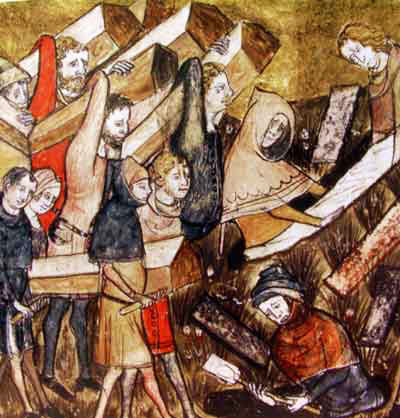
전염병 피해자를 묻는 투르네 시민들.

중세 후기의 위기는 유럽의 번영과 성장의 시기를 중단시킨 14, 15세기의 일련의 사건을 말한다. 인구의 격감, 정치적 불안정, 종교적 격변 등 세기지 주요 위기는 사회의 전반에 급격한 변화를 일이켰다. 
중세 간빙기가 끝나고 소빙기가 시작되자 1315년-17년의 대기근과 1348년의 흑사병으로 시작된 연속적인 기근과 전염병은 절반 또는 그 이상의 인구를 감소시켰다. 
중세 말기의 민중 봉기와 장미 전쟁과 같은 귀족들 간의 내전이 빈번했으며, 백년 전쟁에서의 프랑스와 잉글랜드와 같이 국제적인 갈등까지 있었다. 로마 카톨릭 교회의 통일은 서방 교회의 분열로 조각났다. 신성 로마 제국 또한 대공위 시대(1247–1273년) 이후에 쇠퇴하였으며, 제국은 결합을 상실하고 정치적으로 분열된 왕국이 부상하였다. 

## 민중 봉기
- 자크리의 난
- 와트 타일러의 난

## 전쟁

### 내전
- 장미 전쟁

### 국제 전쟁
- 백년 전쟁
- 몽골의 러시아 침입
- 부르고뉴 전쟁

## 같이 보기
- 군인 황제 시대
- 과학사